# Jonas Stark
Pär Jonas Stark, född 27 april 1972 i Gävle, är en svensk före detta fotbollsspelare som spelade som mittback. Tog SM-guld med Hammarby IF 2001.

## Karriär
Stark är uppväxt i Gävle och spelade som ung både fotboll och ishockey. I ishockeyn spelade han bland annat som junior för Team Gävle i Division I och i TV-pucken två gånger. Stark valde att satsa på fotbollen och spelade ett antal säsonger i Gefle IF. Inför säsongen 1999 värvades han av Hammarby IF och återförenades där med tidigare lagkamraten Hasse Berggren.
I januari 2004 lånades Stark ut till danska BK Frem på ett låneavtal fram till 30 juni samma år. I juli 2004 värvades Stark av Västerås SK och skrev på ett 2,5-årskontrakt.

## Meriter
Hammarby IF
- Allsvenskan: 2001[6]